# Zeynep Tokuş
Zeynep Tokuş (Ankara, 1977) is een Turkse actrice en een voormalig winnares van een schoonheidswedstrijd. Ze won de titel van de Turkse versie van het tv-programma Sterren Dansen op het IJs.

## Biografie
Tokuş volgde een opleiding in grafische vormgeving aan de Bilkent Universiteit in Ankara. In 1998 werd ze de winnares van de wedstrijd van de krant Star en kreeg ze een rol in de film Deli Yürek.
In 2001 werd ze bekroond als beste actrice voor haar rol in de film Yazgı.
Op 11 maart 2007 won ze de titel en een prijs van 100.000 in de Turkse versie van het tv-programma Sterren Dansen op het IJs. Haar partner was de Amerikaanse kunstschaatser Robert Beauchamp.
Tokuş is getrouwd en heeft 2 zonen en een dochter.

## Filmografie

### Films
| - Vizontele - als Asiye (2000) - Yazgı (2001) - Vizontele Tuuba - als Asiye (2004) |

### Televisieseries
| - Deli Yürek - als Zeynep (1999) - Kerem - als Sevil (1999) - Çocuklar Duymasın - als Meltem (2002) - Esir Şehrin İnsanları - als Nedime (2003) - Bedel (2003) - Hırçın Menekşe - als Deniz (2003) - Çocuklar Ne Olacak (2004) |